# Clytus

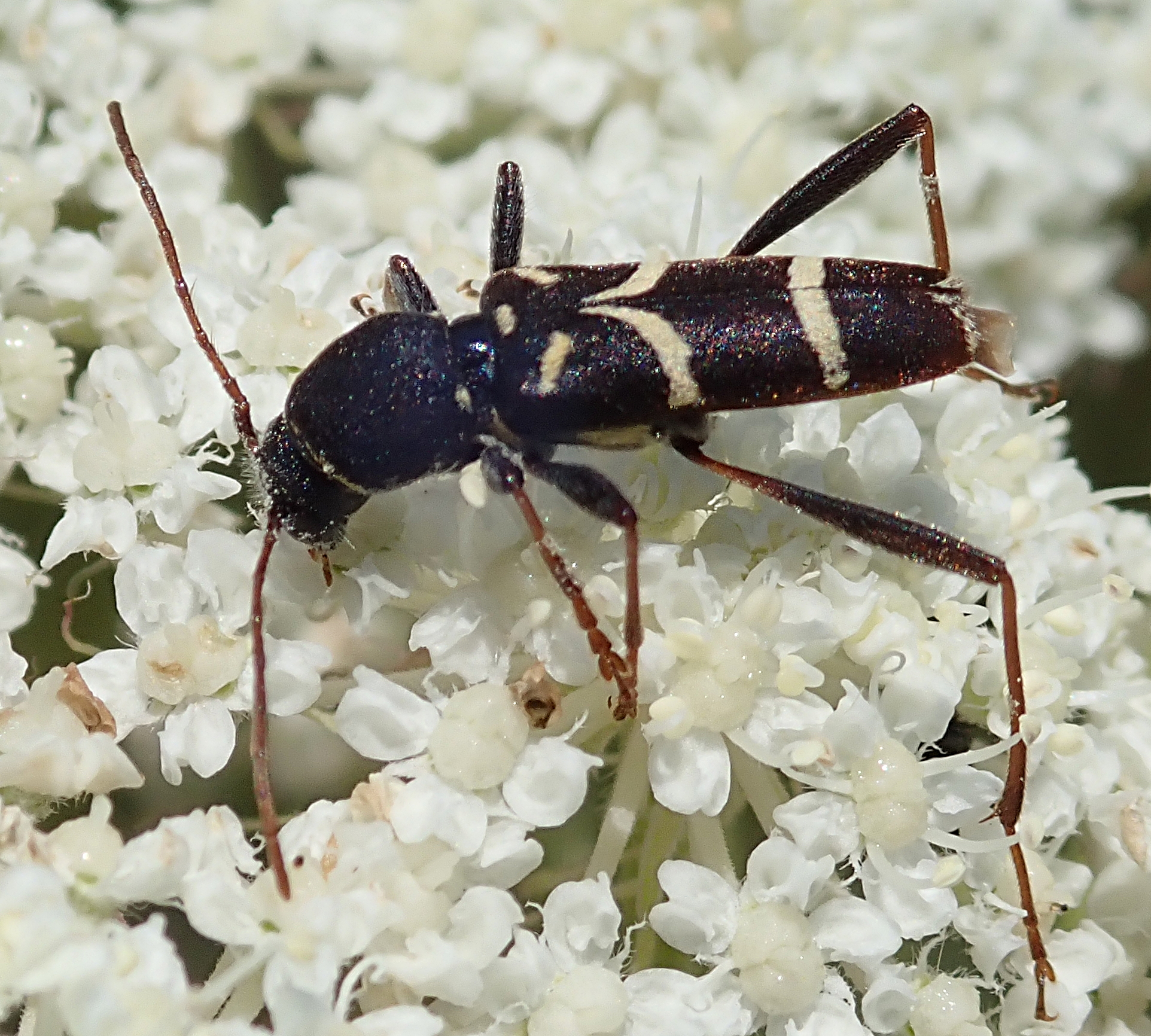
Biegowiec świerkowy

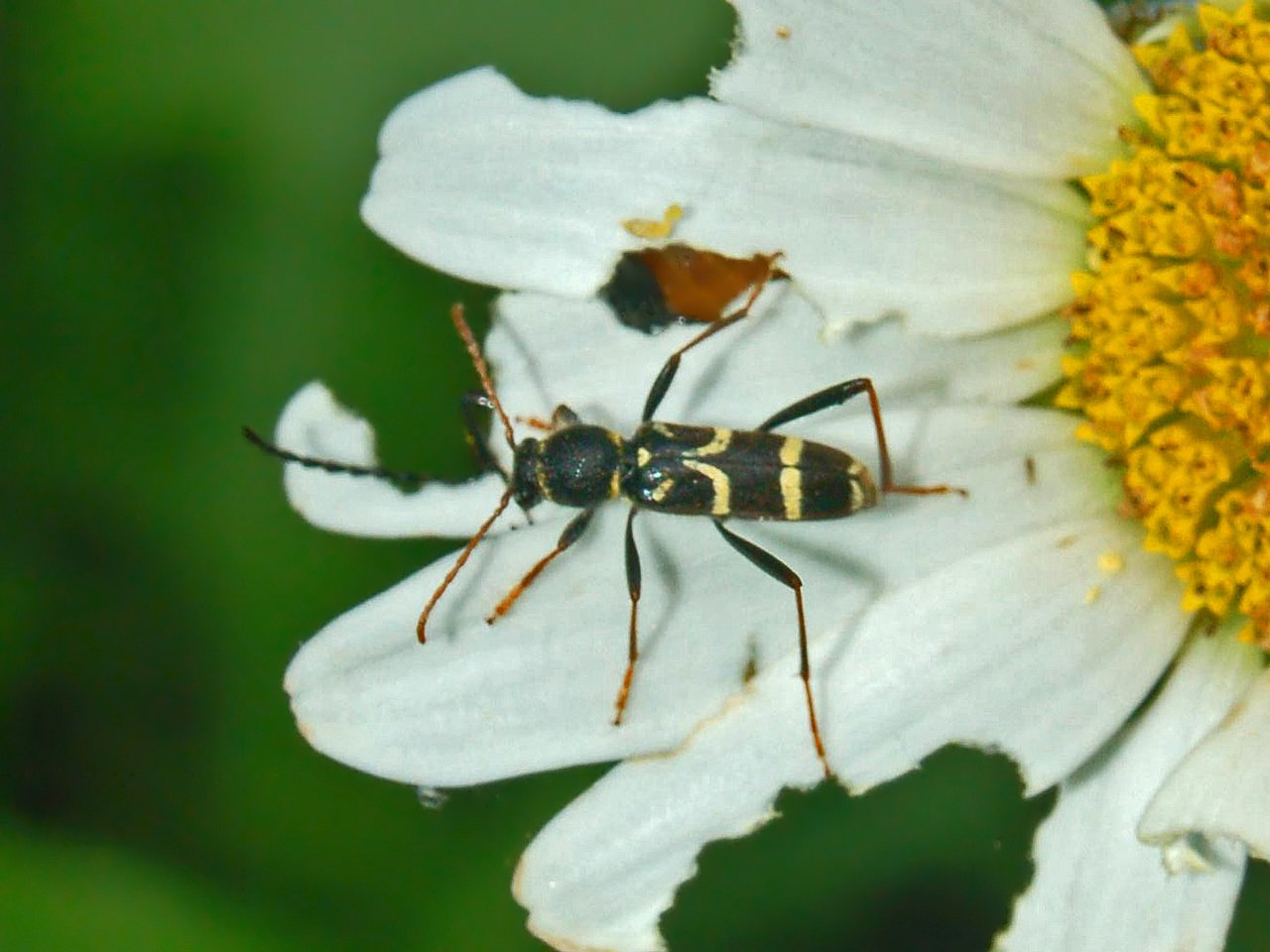
Biegowiec grochodrzewowy

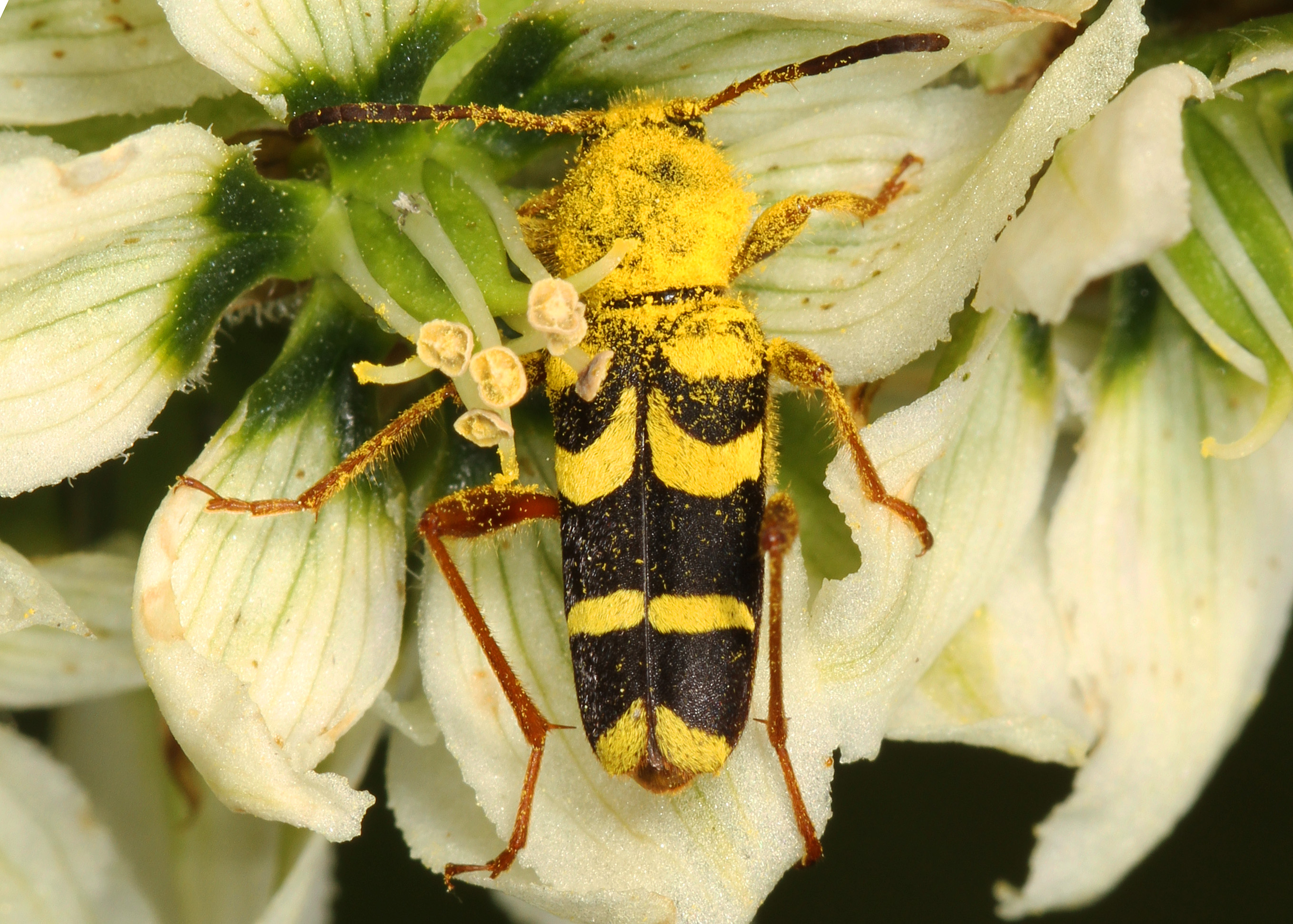
Clytus planifrons

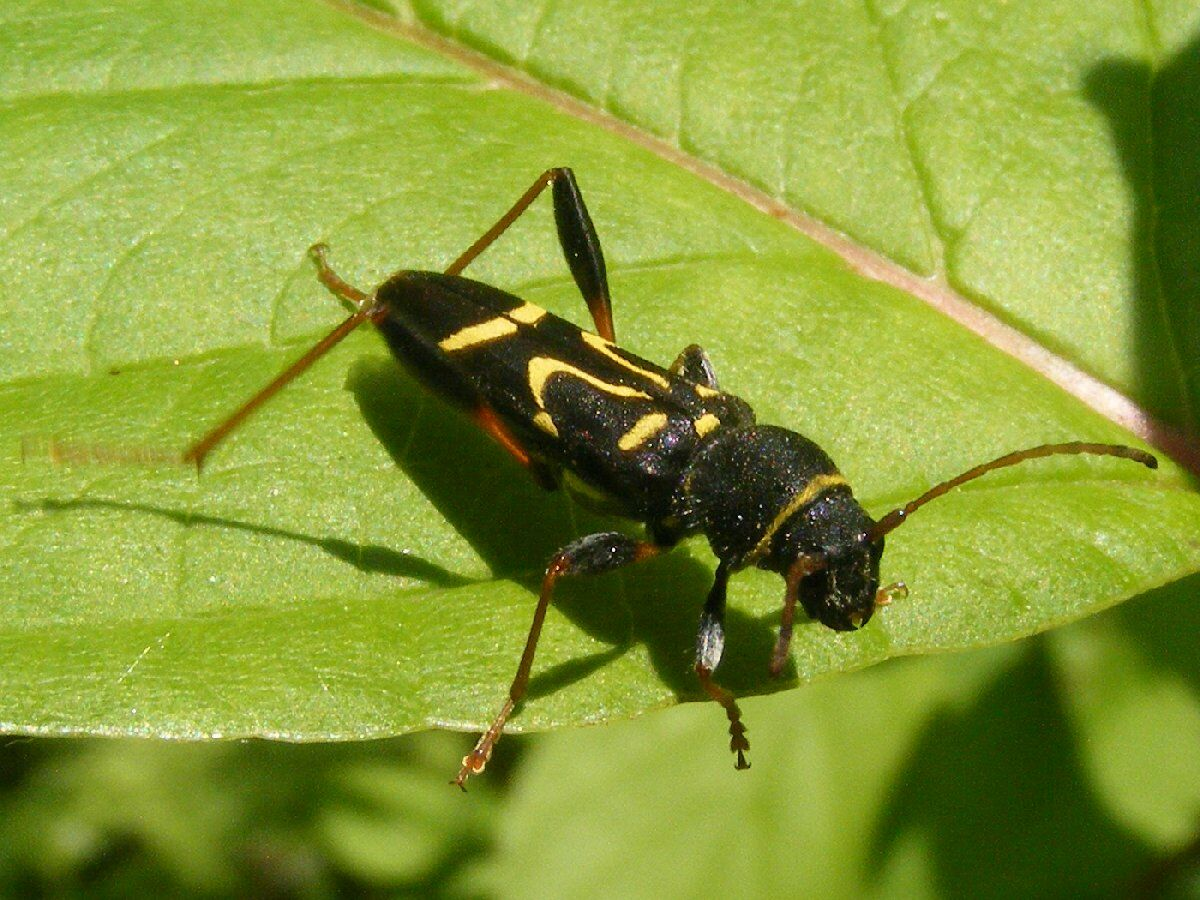
Clytus ruricola

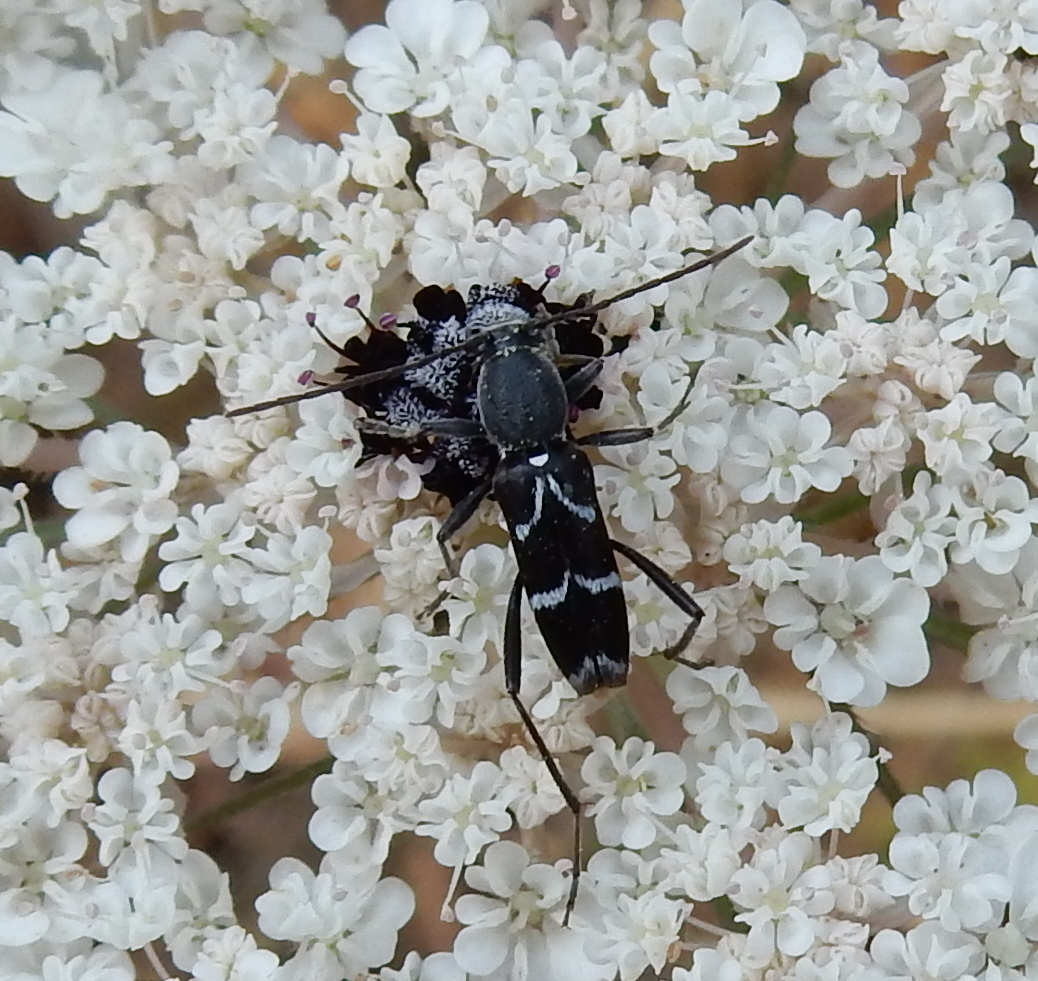
Clytus madoni

Clytus – rodzaj chrząszczy z rodziny kózkowatych i podrodziny kózkowych (Cerambycinae). W języku polskim nosi nazwę rodzajową biegowiec, wspólnie z pokrewnym Cyrtoclytus. 

## Morfologia
Chrząszcze o ciele długości od 5 do 20 mm, wyglądem zbliżone do drzeworadków (Xylotrechus), od których różnią się brakiem kila na czole oraz do rodzaju Cyrtoclytus, od którego różnią się brakiem długiego i gęstego owłosienia na ciele z odnóżami włącznie oraz kwadratowego kształtu tarczką. Pokrój ciała mają szczuplejszy niż paśniki (Plagionotus). Ubarwienie ciała jest czarne z żółtym wzorem w postaci przepasek, co upodobnia te owady do os. Owłosienie ciała jest głównie krótkie; dłuższe włoski obecne są na głowie, przedpleczu i w nasadowej części pokryw. Głowę charakteryzuje odległość między wewnętrznymi krawędziami wzgórków czułkowych identyczna z rozstawem wewnętrznych krawędzi. Czułki są wyraźnie krótkie jak na przedstawicieli rodziny i nieco ku szczytom pogrubione. Trzeci człon czułków jest nieco dłuższy od drugiego. Drobno fasetkowane oczy są stosunkowo szeroko i głęboko wcięte. Głębokie punktowanie występuje na powierzchni pionowo ustawionego czoła. Przedplecze ma równomiernie wyokrąglone boki i największą szerokość osiąga pośrodku długości; jego proporcje mogą być od poprzecznego do lekko podługowatego. Episternity zatułowia są w najszerszych miejscach trzykrotnie szersze niż długie. Odnóża są dość masywne. Uda tylnej pary nie sięgają ledwo sięgają szczytów pokryw.
Larwy mają grube, porośnięte delikatnymi szczecinkami ciała. Biała, poprzeczna głowa ma nagie czoło i parę głównych oczu larwalnych po bokach; rzadko znaleźć można również oczy na jej stronie spodniej i grzbietowej. Poprzeczna warga górna często ma niewyraźnie zaznaczony skleryt nasadowy. Na podstawowej części czarnych żuwaczek występują 2 lub 3 szczecinki. Zwykle wyrostki boczne dźwigaczy głaszczków szczękowych oraz ich pierwszych członów są wyraźnie widoczne. Proste szczecinki rosną w rozproszeniu na przedniej krawędzi mali. Bródka zwykle nie ma bocznych sklerytów, zaś żółty podbródek opatrzony jest parą szczecinek. U większości gatunków odnóża są całkowicie zanikłe, u niektórych zredukowane do nieczłonowanych wypustek. Przetchlinki pozbawione są komór przykrawędziowych.

## Biologia i występowanie
Larwy są saproksylofagiczne. Rozwijają się w obumarłych tkankach drzew liściastych i iglastych, m.in. z rodzajów buk, czystek, dąb, dwukolczak, figowiec, głóg, grab, grusza, jałowiec, jesion, jodła, kasztan, klon, kruszyna, leszczyna, modrzew, morwa, orzech, ostrokrzew, pistacja, robinia, róża, sosna, styrak, szakłak, śliwa, wiąz, wierzba, winorośl, wiśnia. Do przepoczwarczenia dochodzi najczęściej w drewnie. Cykl życiowy zwykle trwa rok lub dwa lata.
Większość przedstawicieli rodzaju zasiedla państwo holarktyczne. W krainie palearktycznej występują 22 gatunki, w krainie orientalnej 10 gatunków, a w australijskiej 5 gatunków. W Europie stwierdzono 12 gatunków, z czego w Polsce występują trzy: biegowiec osowaty, biegowiec świerkowy i biegowiec dębowy.

## Systematyka
Takson ten wprowadzony został po raz pierwszy w 1784 roku przez Johanna Nepomuka von Laichartinga. Należy do niego około 60 opisanych gatunków:
- Clytus ambigenus Chevrolat, 1882
- Clytus angustefasciatus Pic, 1943
- Clytus arietis (Linnaeus, 1758) – biegowiec osowaty
- Clytus arietoides Reiche, 1899
- Clytus auripilis Bates, 1884
- Clytus balwanti Gardner, 1942
- Clytus bieberi Pic, 1920
- Clytus blaisdelli Van Dyke, 1920
- Clytus buglanicus Kadlec, 2005
- Clytus canadensis Hopping, 1928
- Clytus carinatus Laporte & Gory, 1835
- Clytus ceylonicus Gardner, 1939
- Clytus chemsaki Hovore & Giesbert, 1974
- Clytus ciliciensis Chevrolat, 1863
- Clytus clavicornis Reiche, 1860
- Clytus clitellarius (Van Dyke, 1920)
- Clytus famosus Viktora & Liu, 2018
- Clytus fibularius Holzschuh, 2003
- Clytus fulvohirsutus Pic, 1904
- Clytus gulekanus Pic, 1904
- Clytus insignitus Fairmaire, 1866
- Clytus kabateki Sama, 1997
- Clytus kumalariensis Johanides, 2001
- Clytus lama Mulsant, 1847 – biegowiec świerkowy
- Clytus larvatus Gressitt, 1939
- †Clytus leporinus Oustalet, 1874
- Clytus madoni (Pic, 1890)
- Clytus marginicollis Laporte & Gory, 1835
- Clytus mayeti Théry, 1892
- Clytus melaenus Bates, 1884
- †Clytus melancholicus Heer, 1847
- Clytus minutus Gardner, 1939
- Clytus montanus Nonfried, 1893
- Clytus montesuma Laporte & Gory, 1835
- Clytus monticola Gahan, 1906
- Clytus nigritulus Kraatz, 1879
- Clytus orientalis Kano, 1933
- Clytus oriolinus (Pascoe, 1869)
- Clytus pacificus (Van Dyke, 1920)
- Clytus paradisiacus Rapuzzi & Jeniš, 2015
- Clytus parvigranulatus Holzschuh, 2006
- †Clytus pervetustus (Cockerell, 1920)
- Clytus planiantennatus Lim & Han, 2012
- Clytus planifrons (LeConte, 1874)
- †Clytus pulcher Heer, 1865
- Clytus punctulatus Donovan, 1805
- Clytus quadraticollis Ganglbauer, 1890
- Clytus raddensis Pic, 1904
- Clytus rhamni Germar, 1817 – biegowiec grochodrzewowy
- Clytus robertae Mineau & Teocchi, 1986
- Clytus rufoapicalis Pic, 1917
- Clytus rufobasalis Pic, 1917
- Clytus rugulosus Broun
- Clytus ruricola (Olivier, 1795)
- Clytus schneideri Kiesenwetter, 1879
- Clytus schurmanni Sama, 1996
- Clytus sexmaculatus Donovan, 1805
- Clytus stepanovi Danilevsky & Miroshnikov, 1985
- Clytus taurisiensis (Pic, 1903)
- Clytus triangulimacula A. Costa, 1847
- Clytus tropicus (Panzer, 1795) – biegowiec dębowy
- Clytus unicolor (Kano, 1933)
- Clytus validus Fairmaire, 1896
- Clytus vesparum Reitter, 1889
- Clytus viridescens Matsushita, 1933